# Szklarska Poręba
Szklarska Poręba là một thị trấn thuộc huyện Jeleniogórski, tỉnh Dolnośląskie ở miền tây nam Ba Lan. Thị trấn có diện tích 75 km². Đến ngày 1 tháng 1 năm 2011, dân số của thị trấn là 6833 người và mật độ 91 người/km².